# Francos Rodríguez
Francos Rodríguez – stacja początkowa metra w Madrycie, na linii 7. Znajduje się na granicy dzielnic Moncloa-Aravaca i Tetuán, w Madrycie i zlokalizowana jest pomiędzy stacjami Valdezarza i Guzmán el Bueno. Została otwarta 12 lutego 1999.